# Barren County
Das Barren County ist ein County im US-Bundesstaat Kentucky. Das U.S. Census Bureau hat bei der Volkszählung 2020 eine Einwohnerzahl von 44.485 ermittelt.
Der Verwaltungssitz (County Seat) ist Glasgow, das nach der gleichnamigen Stadt in Schottland benannt wurde. Das County gehört zu den Dry Countys, was bedeutet, dass der Verkauf von Alkohol eingeschränkt oder verboten ist.

## Geographie
Das County liegt südwestlich des geografischen Zentrums von Kentucky und hat eine Fläche von 1.272 Quadratkilometern, wovon 23 Quadratkilometer Wasserfläche sind. Es grenzt an folgende Countys:
| Edmonson County | Hart County |                 |
| Warren County   |             | Metcalfe County |
| Allen County    |             | Monroe County   |

## Geschichte
Das Barren County wurde am 20. Dezember 1796 aus Teilen des Green County und des Warren County gebildet. Benannt wurde es nach seiner baumlosen Landschaft.
Besiedelt wurde es hauptsächlich durch Landvergabe an die ehemaligen Soldaten des Amerikanischen Unabhängigkeitskrieges.
37 Bauwerke und Stätten des Countys sind im National Register of Historic Places eingetragen (Stand 6. September 2017).

## Demografische Daten
Nach der Volkszählung im Jahr 2010 lebten im Barren County 42.173 Menschen in 16.465 Haushalten. Die Bevölkerungsdichte betrug 33,8 Einwohner pro Quadratkilometer.
Ethnisch betrachtet setzte sich die Bevölkerung zusammen aus 92,5 Prozent Weißen, 3,9 Prozent Afroamerikanern, 0,2 Prozent amerikanischen Ureinwohnern, 0,4 Prozent Asiaten sowie aus anderen ethnischen Gruppen; 1,7 Prozent stammten von zwei oder mehr Ethnien ab. Unabhängig von der ethnischen Zugehörigkeit waren 2,6 Prozent der Bevölkerung spanischer oder lateinamerikanischer Abstammung.
In den 16.465 Haushalten lebten statistisch je 2,45 Personen.
24,2 Prozent der Bevölkerung waren unter 18 Jahre alt, 60,4 Prozent waren zwischen 18 und 64 und 15,4 Prozent waren 65 Jahre oder älter. 51,5 Prozent der Bevölkerung war weiblich.
Das jährliche Durchschnittseinkommen eines Haushalts lag bei 35.993 USD. Das Prokopfeinkommen betrug 20.361 USD. 19,7 Prozent der Einwohner lebten unterhalb der Armutsgrenze.

## Orte im Barren County
Citys
- Cave City
- Glasgow
- Park City

Unincorporated Communitys
- Apple Grove
- Austin
- Bear Wallow
- Beckton
- Bristletown
- Carden
- Cooktown
- Coral Hill
- Dry Fork
- Eighty Eight
- Etoile
- Finney
- Goodnight
- Griderville
- Halfway
- Haywood
- Highland Springs
- Hiseville
- Kino
- Lecta
- Lucas
- Merry Oaks
- Nobob
- Oil City
- Park
- Peter Creek
- Port Oliver Ford
- Pritchardsville
- Railton
- Red Cross
- Rocky Hill
- Roseville
- Slick Rock
- Stovall
- Temple Hill
- Tracy